# Mfoundi
Mfoundi är ett departement i Kamerun.   Det ligger i regionen Centrumregionen, i den södra delen av landet. Huvudstaden Yaoundé ligger i Mfoundi. Antalet invånare är 2 091 171.